# Rimouski Airport
Rimouski Airport är en flygplats i Kanada.   Den ligger i regionen Bas-Saint-Laurent och provinsen Québec, i den östra delen av landet, 600 km nordost om huvudstaden Ottawa. Rimouski Airport ligger 18 meter över havet.
Terrängen runt Rimouski Airport är huvudsakligen platt, men söderut är den kuperad. Havet är nära Rimouski Airport åt nordväst. Närmaste större samhälle är Rimouski, 3,8 km sydväst om Rimouski Airport.
Omgivningarna runt Rimouski Airport är en mosaik av jordbruksmark och naturlig växtlighet. Runt Rimouski Airport är det ganska glesbefolkat, med 50 invånare per kvadratkilometer.